# 埃尔温·布拉斯克
埃尔温·布拉斯克（德語：Erwin Blask，1910年3月20日—1999年2月6日），德国男子田径运动员，主攻链球。他曾代表德国参加1936年夏季奥林匹克运动会田径比赛，获得男子链球银牌。